# Coda (programvara)
Coda är ett kommersiellt HTML-redigeringsprogram utvecklat av det amerikanska företaget Panic för Mac OS. Första versionen kom 23 april 2007. Programmet finns tillgängligt för 99 amerikanska dollar samt även som shareware med 14 dagars trial.
Programmet fungerar som ett redigeringsprogram såväl som en FTP-klient. Med funktionen Sites kan utvecklaren programmera en fil lokalt på datorn eller direkt på servern parallellt.
Coda vann priset för Best User Experience vid Apple Design Award 2007.
Senaste versionen av Coda är 1.7.5 som kom 6 december 2011.